# Svanzica

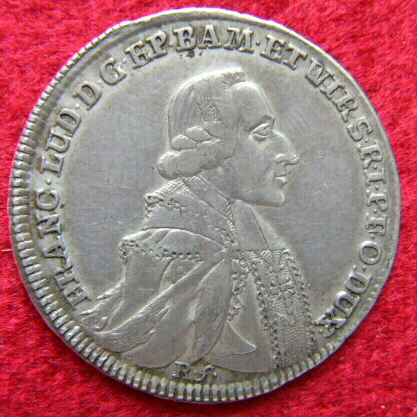
Moneta da 20 kreutzer del 1785 raffigurante Franz Ludwig von Erthal, principe-vescovo di Würzburg e Bamberga.

La svanzica (dal tedesco zwanzig kreuzer "venti kreuzer") era una moneta in argento da venti kreuzer in uso nell'Impero austriaco e nei suoi territori. In Italia si diffuse in particolar modo dopo la creazione del Regno Lombardo-Veneto e durante il regno di Ferdinando I.
Un picco massimo di diffusione si ebbe nel 1823: l'aumento del suo cambio legale da 86 a 87 centesimi provocò un maggiore afflusso di moneta dalle altre provincie imperiali. Alla unificazione d'Italia, la moneta corrispondeva a 1 lira austriaca e a 0,87 lire italiane
La svanzica è citata nel romanzo del 1890 I Barbarò dello scrittore lombardo Gerolamo Rovetta (1851-1910), nel romanzo Il maestro di setticlavio del 1891 dello scrittore romano di origine veneta Camillo Boito (1836-1914), in Piccolo mondo antico di Antonio Fogazzaro e in "A volte ritorno" di John Niven.

## Modi di dire
In dialetto romanesco si usa tuttora dire "caccia una svanzica" per dire "tira fuori i soldi", nello slang giovanile invece è in uso "svanzicare" che significa "pagare".